# Bazaköz
Koordináták: é. sz. 44,9454°, k. h. 19,1052°44.945400°N 19.105200°E
A Bázaköz, másként Bazaköz történelmi magyar tájegység a Szerémség délnyugati részén, a Száva és a Báza (vagy Baza, Boszut) folyók között. Ma Horvátország Vukovár-Szerém megyéjének délkeleti részén és a szerbiai Vajdaság délnyugati szélén helyezkedik el. A Bázaköz egyik fontos települése Marót (szerbhorvát nyelven Morović).
Luxemburgi Zsigmond magyar király a Bázaközben győzte le a Boszniából betörő Horváti János macsói bán seregét.